# Герасимов, Михаил Михайлович (художник-постановщик)
Михаил Михайлович Герасимов (8 августа 1936, СССР — 6 августа 1997) — советский и российский художник-постановщик.

## Биография

Могила Михаила Герасимова (на заднем плане), Комаровское кладбище

Михаил Герасимов родился 8 августа 1936 года. Сын антрополога и скульптора М.М. Герасимова
C 1977 года — художник-постановщик киностудии «Ленфильм».
Похоронен на кладбище в Комарово.

## Фильмография
1. 1977 — Вторая попытка Виктора Крохина  (совместно с Евгением Гуковым; режиссёр-постановщик: Игорь Шешуков)
2. 1978 — Сегодня или никогда  (режиссёр-постановщик: Игорь Усов)
3. 1979 — Вернёмся осенью  (Режиссёр-постановщик: Алексей Симонов)
4. 1984 — Каждый десятый  (режиссёр-постановщик: Михаил Ордовский)
5. 1986 — Наш папа — майонез  (включён в альманах «Дебют»; режиссёр-постановщик и автор сценария: Юрий Афанасьев)
6. 1987 — Моонзунд  (совместно с Евгением Гуковым; режиссёр-постановщик: Александр Муратов)
7. 1989 — Убегающий август  (режиссёр-постановщик: Дмитрий Долинин)
8. 1990 — Мы странно встретились  (режиссёр-постановщик: Дмитрий Долинин)
9. 1992 — Рукопись  (режиссёр-постановщик: Александр Муратов)
10. 1998 — Хрусталёв, машину!   (Россия/Франция; совместно с Георгием Кропачёвым, Владимиром Светозаровым; режиссёр-постановщик: Алексей Герман)

## Признание и награды
- 1998 — «Хрусталёв, машину!» — Призы Российской академии кинематографических искусств «Ника» за 1999 год в номинациях «Лучший игровой фильм» и «Лучшая работа художника» Владимир Светозарова, Георгия Кропачёва, Михаил Герасимова[1]